# Vrba křehká
Vrba křehká (Salix euxina, též Salix fragilis) je dvoudomá dřevina z obsáhlého rodu vrba. Tvoří velmi křehké lámavé větévky, které nejsou převislé. Tmavě zelené lesklé listy jsou na rubové straně matné. Květy jsou uspořádané v jehnědách, samičí nesou stopkatý pestík, samčí dvě tyčinky, kvete v dubnu až květnu. Ve volné přírodě se vyskytuje v pobřežních křovinách, bývá také vysazována.

## Popis

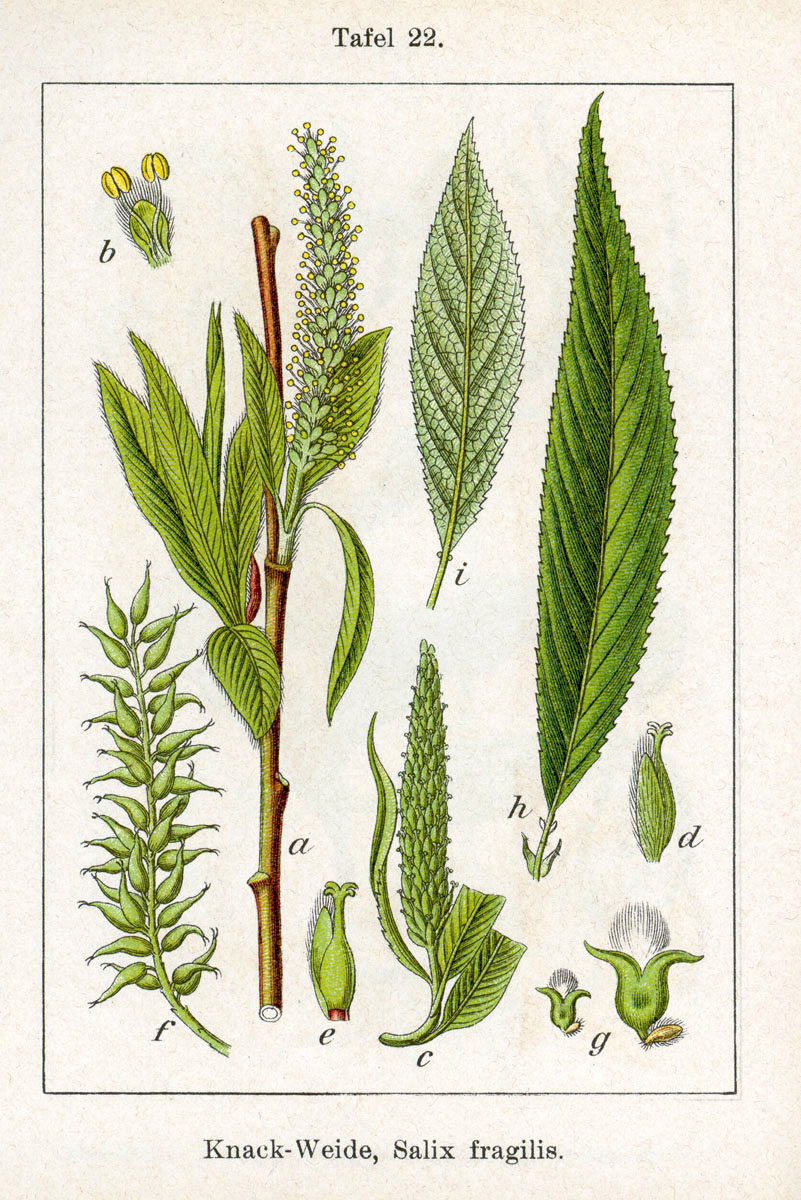
Botanická ilustrace

Vrba křehká je středně velký strom obvykle 6–15 m vysoký, s řídkou, rozkladitou, již nízko se větvící korunou. Dosahuje průměru kmene 50 cm, ovšem je-li vysazena v nížinách, může vyrůst až ve 20 m vysoký statný strom o průměru kmene 75 cm. Kmen je křivý, borka hrubá a záhy podélně brázditá, tmavošedá. Na silných křivolakých větvích se vytváří olistění jen po obvodu koruny. Letorosty lysé, šedozelené, nepřevislé, v uzlinách snadno lámavé (z toho odvozeno její jméno, přestože prýty mohou být podobně lámavé i u jiných druhů vrb).
Listy jsou lysé, podlouhlé až vejčitě kopinaté, dosti hrubě pilovité, 7–10 cm dlouhé a 1,5–3,0 cm široké. Na líci jsou tmavozelené a lesklé, na spodní straně sivé se světlým voskovým povlakem. Pupeny jsou lysé a často v horní části černavé a zaschlé. Řapík se dvěma žlázkami u báze čepele bývá 1,0–1,8 cm dlouhý. Květy jsou sdruženy ve válcovitých jehnědách, které jsou větší než u vrby bílé. Rozkvétá nejčastěji v dubnu až květnu, krátce před nebo současně s rašením listů. Plod je lysá tobolka dozrávající po 5 týdnech, v každé chlopni se nachází 4 základy semen. Semena jsou drobná, ochmýřená.
Dožívá se 60 let.

## Rozšíření
Jedná se o běžně rozšířenou středo- až severoevropskou vrbu, jejíž areál výskytu zasahuje také do Malé Asie, kavkazské oblasti a západní Sibiře. Ve střední Evropě ji najdeme především v nížinách, v říčních údolích a údolích středních poloh; v Alpách až do výšky 800 m. Přirozené hranice je těžké stanovit kvůli častým záměnám s křížencem Salix × rubens, který roste na Britských ostrovech a v Severní Americe. Výškové rozšíření zasahuje do horských oblastí v pásmu lesů; vrba křehká však zdaleka nevystupuje až k lesní hranici.
V České republice je rozšířena v chladnějších oblastech celého území. Přirozeně chybí všude v luzích nižších poloh (Polabí, Poohří a velké úvaly řek na Moravě). Naproti tomu je charakteristickou stromovou vrbou řady pohoří (Šumava, Krkonoše, Českomoravská vysočina, Jeseníky, Karpaty). Zde se hojně nachází od středních až do nižších horských poloh, v Jeseníkách vystupuje do 950 m n. m., v Karpatech pak dokonce až do 1200 m n. m. Protože lámavé větve odnáší voda a ukládá níže po proudu, kde zakoření, provází toky řek v dlouhých úsecích (Otava, horní Vltava, Sázava a horní Svratka). Tímto splavováním a také úmyslnými výsadbami se dostává i na dolní toky řek.

## Ekologie

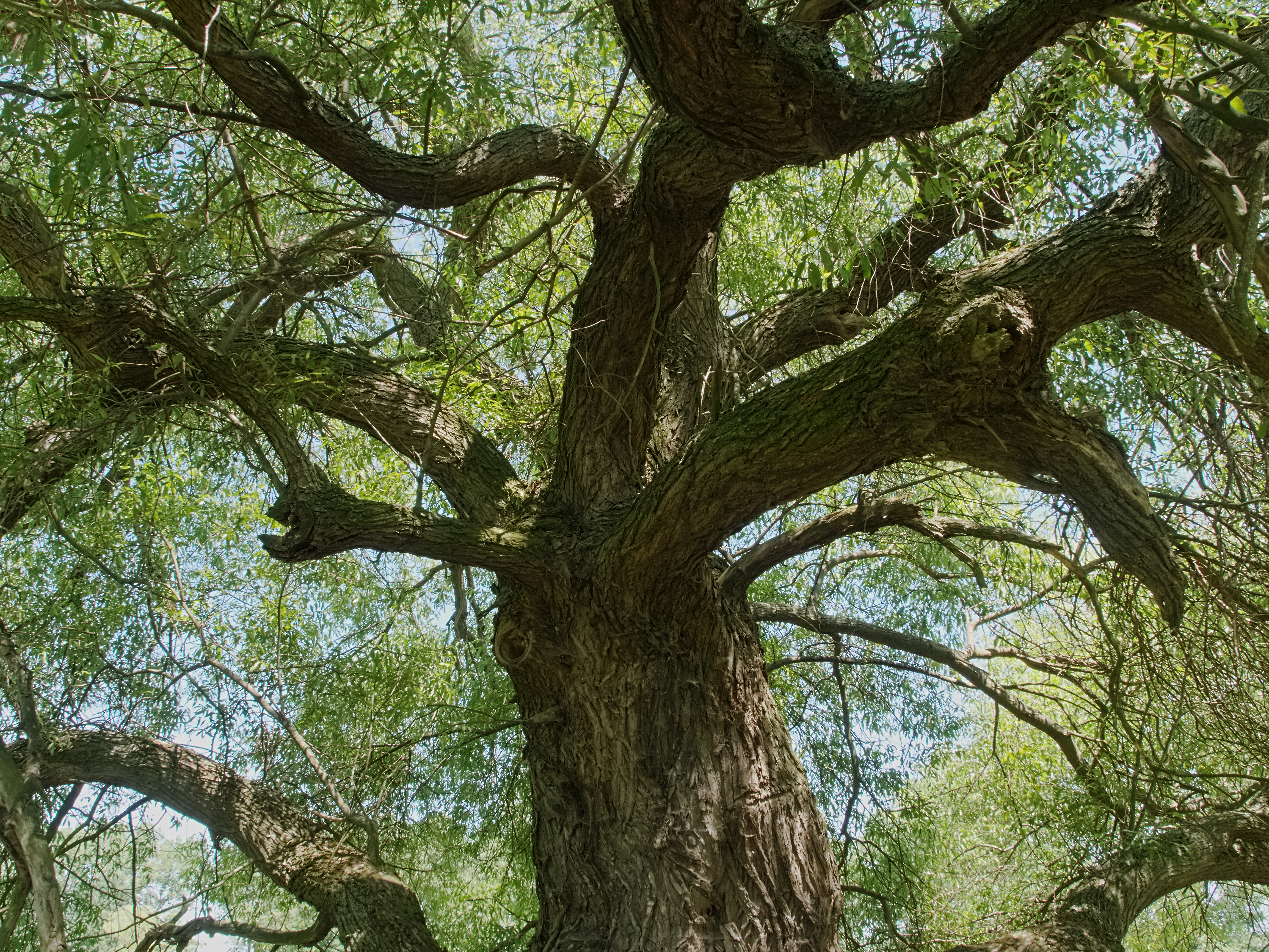
Pohled do koruny

Silně světlomilná dřevina nesnášející ani slabý boční zástin. Je-li tísněna jinými stromy, zastíněné listy shazuje a vytváří vysoko nasazenou korunu. Při jednostranném zastínění strom začíná za světlem šikmo vybočovat, např. nad vodní hladinu, bokem z alejové řady a podobně.
Pokud jde o požadavky na vláhu, je vrba křehká velmi přizpůsobivá. Snese bez následků krátkodobé záplavy během vegetační doby. Vyrovná se s kolísáním hladiny podzemní vody a přečká bez poškození i trvalý pokles hladiny vody po melioračních nebo jiných zásazích. Hůř snáší stojatou vodu a s tím špatné provzdušnění půdního profilu. Její přirození rozšíření je u proudících vod, ale může se vyskytovat také na okrajích vlhkých luk, vodních příkopů a na březích rybníků. Typickým stanovištěm jsou místa podél toků na úpatích svahů, kde bystřiny narovnávají koryto a ukládají množství štěrku. Vyhovuje jí vyšší vzdušná vlhkost.
V nárocích na půdu je skromná; roste na různorodém materiálu, snese i mělké chudé půdy. Vyskytuje se na propustných půdách se značnou příměsí skeletu. Je odolná ke klimatickým výkyvům a tedy ač brzy raší, nebývá poškozována pozdními mrazy a roste dobře i v úzkých údolích, mrazových kotlinách a jiných klimaticky extrémních stanovištích.
Vrba křehká je diagnostický druh společenstev třídy Salicetea purpureae (poříční vrbové křoviny a vrbotopolové luhy); je též dominantou druhotných vrbových porostů na stanovištích různých lužních společenstev podsvazu Alnenion glutinoso-incanae. (Viz článek Fytocenologie.)

## Význam a využití

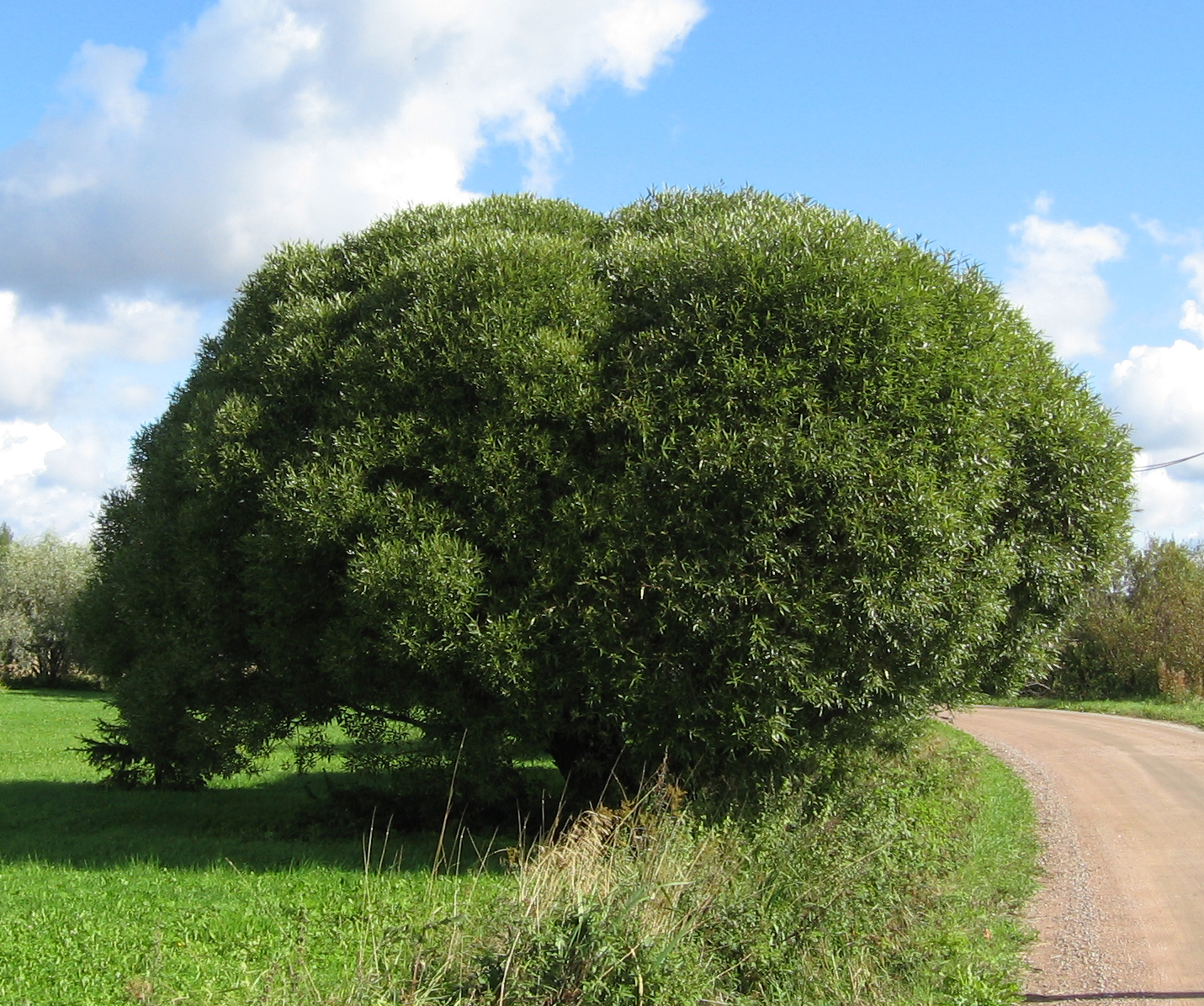
Kultivar 'Bullata'

Díky své odolnosti je vrba křehká vhodná k umělému zpevňování břehů v oblastech nepříznivých pro jiné druhy vrb (např. u podhorských toků, v mrazových kotlinách). Její kořenový systém je převážně povrchový, ovšem do hloubky směřující kratší postranní kořeny dobře dřevinu upevňují a zabraňují podemílání. V chladných oblastech poskytuje také dobrou včelí pastvu, protože bohatě kvete i za nepříznivých podmínek. Zvěř a dobytek druh málo poškozují, protože listí je hořké a na větvích se brzy tvoří hrubá kůra. Varieta Bullata bývá zejména v Pobaltí vysazována ve městech pro okrasné účely.
Dřevo s hnědým jádrem je využitelné převážně jako palivo. Výjimečná je výmladková schopnost této vrby, a to jak na kmeni, tak na pařezu. Snadno kořenuje z řízků, tyčí, dokonce i skrz tlustou borku povalených kmenů. Dobře hojí různá poškození, i staré vyhnilé stromy vykazují vysokou vitalitu tvořením výmladků. Díky těmto vlastnostem byla v minulosti obhospodařována jako „hlavatá“ vrba, její dlouhé prýty jsou nelámavé a našly tak využití v košíkářství. Kůra má použití ve farmaceutickém průmyslu.

## Památné vrby křehké
Obvodem kmene nejmohutnější vrby křehké v České republice jsou:
- Vrba u Nežárky (520 cm)
- Vrba v Hradových Střimelicích (487 cm)
- Vrba v loukách (387 cm)
- Konratická vrba (383 cm) †
- Libušínská vrba (360 cm)